# Ulica Karolkowa w Warszawie

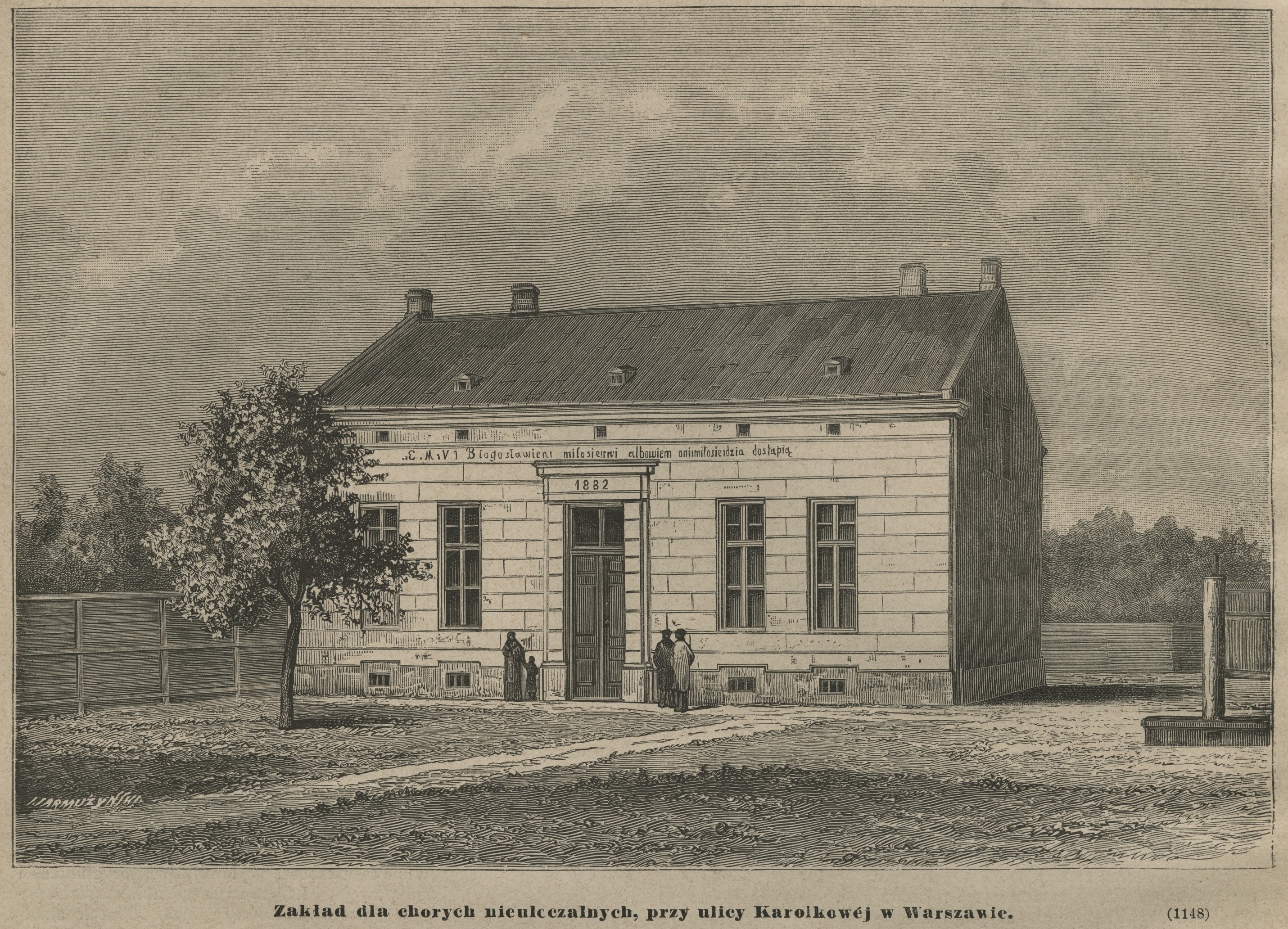
Zakład dla chorych nieuleczalnych przy ulicy Karolkowej w Warszawie – J. Jarmużyński, 1882

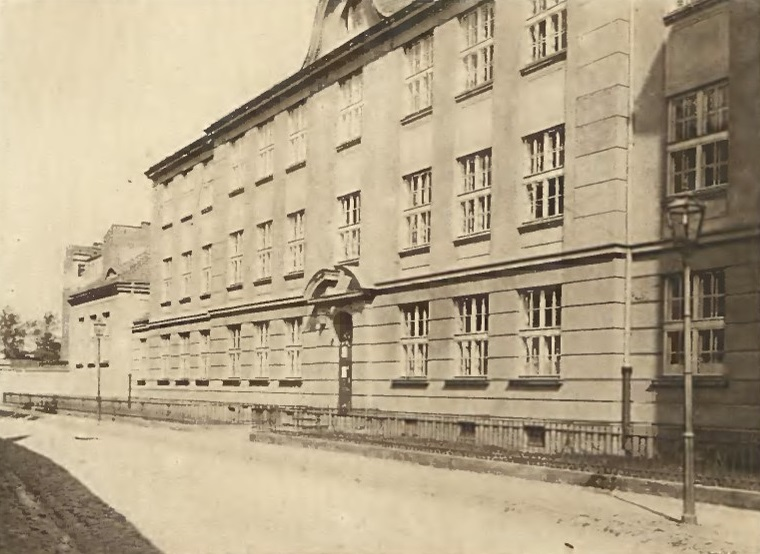
Budynek szkolny przy ul. Karolkowej 64 ok. 1928

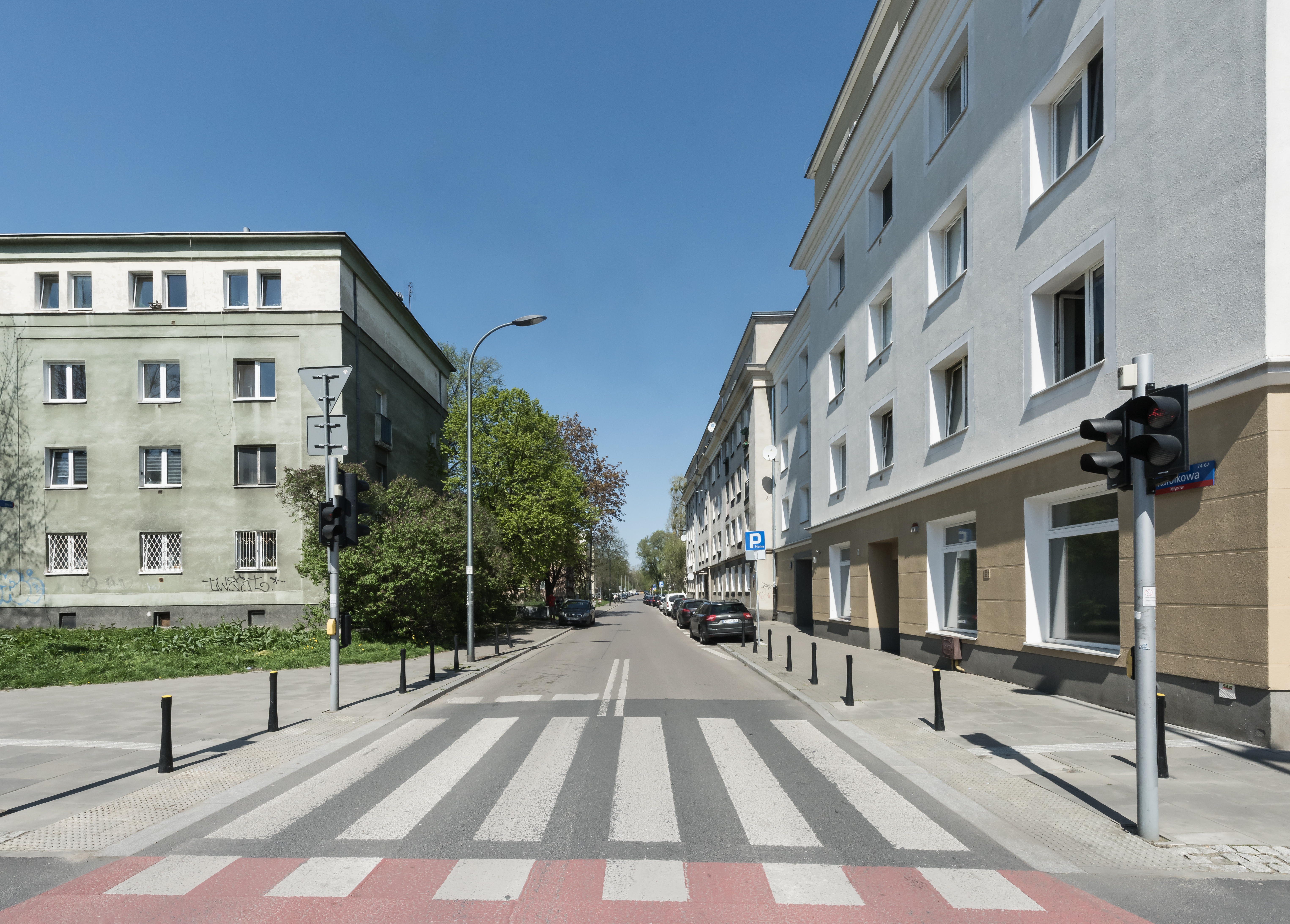
Ulica przy ul. Leszno

Ulica Karolkowa – ulica w dzielnicy Wola w Warszawie, biegnąca od zbiegu ulic Szarych Szeregów i Przyokopowej do ul. Józefa Mireckiego.

## Historia
Ulica Karolkowa powstała w XVIII wieku, tworząc wraz z dzisiejszą ul. Szczęśliwicką trakt wiodący do Szczęśliwic i Rakowca. Istniejąca w tym miejscu droga rozgraniczała tereny należące do miasta i wsi Wola Wielka. Po roku 1780 grunty po wolskiej, zachodniej stronie zakupił bankier Karol Schultz; uregulował wtedy też odcinek drogi pomiędzy ulicami Przyokopową i Wolską jako granicę swych dóbr, zwanych Karolinem lub Karolową Wolą. Z jego imieniem związana jest pierwotna nazwa ulicy – Karolowa.
Sam Karol Schultz miał rezydencję w kwartale dzisiejszych ulic Kasprzaka, Karolkowej, Szarych Szeregów i Przyokopowej; składała się ona z pałacyku otoczonego ogrodem, projektowanego prawdopodobnie przez Szymona Bogumiła Zuga.
U zbiegu z dzisiejsza ulicą Kasprzaka powstało wtedy sześć wolno stojących domów murowanych, tworzących tzw. Kolonię Schultza; sąsiadowały one z sadem i cegielnią, otoczoną przez folwark.
Na północ od cegielni, w miejscu gdzie dziś wznosi się kościół św. Klemensa Hofbauera znajdował się olbrzymi browar, za którym znajdowała się już zabudowa ul. Wolskiej.
Karolkowa sięgała wtedy nieco poza jej linię, do murowanego browaru i zabudowań żydowskiego kahału przypisanego numeracji ul. Wolskiej. Przeciwną posesję narożną (Wolska 19) zajmował niewielki budynek, zastąpiony przed rokiem 1850 oficyną, uzupełnioną potem murowany o dom frontowy.
Pomiędzy ulicami Wolską i Karolkową znajdowała się wtedy obszerna parcela, zabudowana murowanym domem niejakiego Keybsa; przed rokiem 1852 wzniesiono obok niego drewniany dom narożny, oraz murowany budynek, w którym od roku 1856 działała fabryczka Henneberga i Czajkowskiego, produkująca platery i zatrudniająca w roku 1871 20 osób. Zakład znany potem pod marką Bracia Henneberg w kolejnych dekadach znacznie się rozwinął; tuż przed wybuchem I wojny światowej zatrudniał 200 osób. Pozostałą część wschodniej strony Karolkowej zajmowały wtedy nieużytki, ogrody i cegielnie, zlokalizowane po obu stronach ul. Grzybowskiej.
Około roku 1850 budynki Kolonii Schultza zastąpiono nowymi obiektami, już wcześniej w roku 1827 Karolkową wydłużono do linii ul. Gęsiej, obecnej ul. Mordechaja Anielewicza przy murze cmentarza żydowskiego; stała się wtedy drogą łączącą Wolę z „Pracownią Ogniów Wojennych” i prochownią sąsiadującymi z cmentarzem od południa - na tym terenie przebiega dziś ul. E. Gibalskiego.
Po roku 1831 miejsce wytwórni materiałów wybuchowych zajęła Fabryka Machin Rolniczych i Gospodarskich; po przeciwnej stronie Karolkowej znajdował się cmentarz ewangelicko-augsburski działający przy ul. Młynarskiej od roku 1792.
W roku 1878 u zbiegu z ul. Leszno pod nr. 72/76 powstała odlewnia oraz wytwórnia maszyn rolniczych braci Geislerów; kilka lat później zakład zatrudniał już 70 robotników. Od roku 1900 wytwarzano tam także wiertarki i tokarki, wyposażenie fabryk i młynów, a liczba zatrudnionych pracowników wzrosła do 170.
W roku 1911 firma otrzymała nazwę Fabryka Maszyn i Zakłady Przemysłowe „Bracia Geisler, Okolski i Patschke” S. A., rozwijała się aż do załamania koniunktury i zmniejszenia zatrudnienia w latach trzydziestych XX wieku.
Kolejnym zakładem przemysłowym przy ulicy była założona w roku 1879 Warszawska Fabryka Taśm Gumowych „Paweł Szpigiel i S-ka” działająca pod nr. 22/24; około roku 1900 zakład przejął Adolf Fabian, zaś przed rokiem 1929 ulokowało się tu laboratorium Towarzystwa Przemysłu Chemiczno-Farmaceutycznego, znanego wcześniej pod szyldem „Magister Klawe”. Stara cegielnia po zachodniej, przedmiejskiej stronie Karolkowej działała aż do okresu międzywojennego; jednocześnie powstawały tu kolejne niewielkie zakłady, m.in. „Zjednoczone Towarzystwo Elektryczne” budujące niewielkie elektrownie.
Do Karolkowej sięgały także ogromne hale produkcyjne Warszawskiej Spółki Akcyjnej Budowy Parowozów, znanej po 1935 r. jako Wytwórnia Parowozów Spółki Akcyjnej Wielkich Pieców i Zakładów Ostrowieckich, z ul. Kolejowej; zakład utworzony w roku 1920 po dziesięciu latach działalności zatrudniał 1187 osób. Po roku 1930 część terenów wytwórni parowozów sprzedano, przeznaczając działki przy Karolkowej pod zabudowę mieszkalną.
W 1923 na działce pomiędzy ulicami: Karolkową, Grzybowską i Przyokopową Polsko-Holenderska Fabryka Lampek Elektrycznych należąca do koncernu Philips rozpoczęła produkcję m.in. żarówek. W kolejnych latach zakład został rozbudowany.
Liczne przy Karolkowej były także instytucje dobroczynne: u zbiegu z ul. Wolską mieścił się przytułek dla starozakonnych, z oddziałami dla starców i sierot. Jeszcze przed rokiem 1914 rozpoczęto budowę domu parafialnego i kaplicy Kościoła Mariawitów pod nr. 45; w roku 1926 zabudowania te przejął magistrat, by umieścić w nich potem „Schronisko dla Chroników” – obliczone na 200 łóżek przytulisko dla kalek i starców. Działalność charytatywną prowadziła także parafia ewangelicko – augsburska, dysponująca przy Karolkowej rozległym placem, ciągnącym się od ul. Żytniej do muru cmentarza ewangelicko-augsburskiego; w roku 1882 powstały tam Dom Starców i Dom Sierot. W późniejszym okresie obok powstały przedszkole i żłobek, a w latach 1910-11 - gmach Zakładu Umysłowo Niedorozwiniętych i Upośledzonych. W komitecie budowy tego ostatniego zasiedli m.in. architekci Paweł Hoser i Franciszek Lilpop – także zapewne twórcy jego projektu architektonicznego.
Redemptoryści, przybyli do Warszawy w roku 1917, użytkowali kościół św. Stanisława Biskupa i Męczennika przy ul. Bema; ich starania o budowę własnej świątyni zakończyły się podarowaniem przez siostry Biernackie parceli przy ul. Karolkowej. W okresie 1924-26 wzniesiono tam klasztor zaprojektowany przez Stefana Szyllera; do roku 1933 wybudowano według projektu Stanisława Marzyńskiego kościół św. Klemensa Hofbauera. Prace wykończeniowe przeciągały się z braku środków; klasztor powstał w formie skromniejszej niż planowana, a kościoła nie zdołano otynkować do wybuchu wojny. Mimo to, pozostaje on z racji swych strukturalno - żelbetowych form wnętrza (bliskich stylistyce konstruktywizmu francuskiego) najbardziej nowatorskim obiektem sakralnym wybudowanym w okresie dwudziestolecia międzywojennego w Warszawie.
Równocześnie powstawały w okolicy obiekty mniej nowoczesne, budowane jeszcze w duchu historyzmu: w okresie 1924-25 pod nr. 56 powstał gmach miejskiej szkoły powszechnej projektowany przez Konstantego Jakimowicza i Tadeusza Szaniora, znanego z wielu realizacji gmachów tego typu; kolejna szkoła, tym razem już modernistyczna, powstała w okresie 1936-37 u zbiegu z dzisiejszą ul. Kasprzaka, na terenie dawnej posiadłości Karola Schultza.
Mimo sporej liczby istotnych obiektów, fabryk, szkół i kościoła, przy Karolkowej było wyjątkowo mało sklepów; zabudowa mieszkaniowa do roku 1928 składała się z luźnych obiektów, wystawianych zazwyczaj przy skrzyżowaniach. Kilka kamienic czynszowych powstało w latach 1928-38; od roku 1935 zabudowywano kamienicami rozparcelowane grunty należące niegdyś do Pawła Hosera – powstały wtedy kamienice o numeracji 78-84.
Ocalała w roku 1939 Karolkowa miała mniej szczęścia w dniach powstania warszawskiego: Niemcy wymordowali mieszkańców ulicy i spalili całą zabudowę. Śmierć poniosło również 24 ojców redemptorystów; spłonął też dach kościoła i skrzydło klasztoru, pozostające w stanie ruiny do roku 1969. Tragiczne wydarzenia upamiętniają pamiątkowe tablice znajdujące się na przylegającym do kościoła Placu Męczenników Warszawskiej Woli (poświęconym w 2000 roku).
Po powstaniu Niemcy wywieźli sprzęt z fabryki Philipsa, a zabudowania wysadzili w powietrze. Po wojnie w miejscu zniszczonej fabryki wzniesiono nowe hale z przeznaczeniem dla państwowych Zakładów Wytwórczych Lamp Elektrycznych im. Róży Luksemburg.
Po wojnie zabudowania redemptorystów odbudowano, podobnie niektóre zakłady przemysłowe – Polskie Zakłady Philips, „Magister Klawe” oraz Fabryki Maszyn i Zakłady Przemysłowe „Bracia Geisler, Okolski i Patschke” S. A. W latach 1949–1951 między ulicami: Marcina Kasprzaka, Karolkową i Skierniewicką zbudowano kompleks Zakładów Radiowych im. Marcina Kasprzaka. Do strat okresu powojennego należy zaliczyć wyburzenie w roku 1969 kamienicy nr. 59 u zbiegu z ul. Wolską – była ona wówczas w niemal idealnym stanie, i co najważniejsze – jako wzniesiona w roku 1844 była najstarszym spośród ocalałych z wojny budynkiem na Woli – liczyła 130 lat.

## Ważniejsze obiekty
- Krajowy Ośrodek Wsparcia Rolnictwa
- Kościół św. Klemensa Hofbauera

## Obiekty nieistniejące
- Polfa Warszawa
- Zakłady Wytwórcze Lamp Elektrycznych im. Róży Luksemburg